# Янжель, Лара
Лара Янжель (словен. Lara Janželj, род. 12 декабря 1997) — словенская шахматистка, международный мастер среди женщин.

## Биография
Чемпионка Словении 2018 г. Серебряный призёр чемпионата Словении 2013 г. (чемпионы среди мужчин и женщин определялись в рамках общего турнира по швейцарской системе; Янжель набрала равное количество очков с Л. Унук и уступил ей по дополнительным показателям).
В составе сборной Словении участница шахматной олимпиады 2018 г., командных чемпионатов Европы 2017 и 2019 гг., Кубка Митропы 2019 г., Онлайн-олимпиады ФИДЕ 2020 г.
Участница личного чемпионата Европы 2019 г.
Участница чемпионатов Европы по блицу и рапиду 2016 и 2019 гг.
Участница юношеского чемпионата Евросоюза 2007 г. (в категории до 10 лет). Участница юношеского чемпионата мира 2015 г. (в категории до 18 лет). Участница юниорского чемпионата мира 2017 г.
Участница ряда сильных по составу опен-турниров, в том числе Кубка Рилтона 2018 / 19 гг.
Вместе с подругами по сборной Словении Т. Видич и Л. Унук ведет шахматный канал на платформе «Twitch».

## Семья
Старший брат Т. Янжель (род. в 1994 г.) также шахматист, международный мастер.

## Основные спортивные результаты
| Год         | Город     | Соревнование                                             | + | − | = | Результат | Место       |
| ----------- | --------- | -------------------------------------------------------- | - | - | - | --------- | ----------- |
| 2007        | Мурэкк    | Юношеский чемпионат Евросоюза (до 10 лет)                |   |   |   |           |             |
| 2013        | Любляна   | Чемпионат Словении                                       |   |   |   | 5 из 9    | 1—2 (21—32) |
| 2015        | Пореч     | Юношеский чемпионат Европы (до 18 лет)                   |   |   |   |           | [ 19 ]      |
| 2016        | Оточец    | Чемпионат Словении                                       |   |   |   | 5½ из 9   | 4—5         |
| 2017        | Крит      | Командный чемпионат Европы (сборная Словении, ?-я доска) | 4 | 3 | 0 | 4 из 7    |             |
|             | Тарвизио  | Юниорский чемпионат мира                                 | 6 | 3 | 2 | 7 из 11   | 10—16       |
| 2018        | Любляна   | Чемпионат Словении                                       |   |   |   |           | 1           |
|             | Батуми    | XXVIII Олимпиада (сборная Словении, 2-я доска)           | 6 | 3 | 2 | 7 из 11   |             |
| 2018 / 2019 | Стокгольм | Кубок Рилтона                                            | 3 | 4 | 2 | 4 из 9    | [ 22 ]      |
| 2019        | Раденци   | Кубок Митропы (сборная Словении, ?-я доска)              |   |   |   |           |             |
|             | Анталья   | Чемпионат Европы                                         | 4 | 5 | 2 | 5 из 11   | [ 23 ]      |
|             | Батуми    | Командный чемпионат Европы (сборная Словении, ?-я доска) | 3 | 4 | 0 | 3 из 7    |             |
| 2020        |           | Онлайн-олимпиада (сборная Словении, ?-я доска)           |   |   |   |           |             |

## Изменения рейтинга
| Графики недоступны из-за технических проблем. См. информацию на Фабрикаторе и на mediawiki.org. |